# Karl Ludwig Harding
Karl Ludwig Harding (Lauenburg/Elbe, 29 settembre 1765 – Gottinga, 31 agosto 1834) è stato un astronomo tedesco, ricordato soprattutto per la scoperta dell'asteroide 3 Juno, nel 1804.
Fu ingaggiato nel 1796 da Johann Hieronymus Schröter come tutore del suo ultimo figlio e appunto all'osservatorio Lilienthal di proprietà di Schröter, scoprì l'asteroide 3 Juno. In seguito divenne assistente di Carl Friedrich Gauss all'Università di Gottinga.
Scoprì inoltre 3 nuove comete e pubblicò il catalogo stellare Atlas novus coelestis che comprendeva circa 120 000 stelle.
Gli sono stati dedicato il cratere Harding sulla Luna e l'asteroide 2003 Harding.